# 神鬼獵人 (小說)
是2002年小說，作者是美國作家迈克尔·庞克，本書根據美國拓荒者休伊·格拉斯的真實事件創作而成。
小說後來被改編成2015年電影，由艾力謝路·高沙里斯·依拿力圖執導。小說於2015年1月重新出版以期待即將到來的電影版上映，但龐克作為世界貿易組織（WTO）的大使，他的身份阻止他參與出版宣傳。